# YunoHost
YunoHost est une distribution basée sur Debian GNU/Linux composée de logiciels libres et ayant pour objectif de faciliter la pratique de l’auto-hébergement au sens large.
Autrement dit, YunoHost permet d’installer et d’utiliser son propre serveur dans le but d’héberger, le plus souvent chez soi, des services tels que des boites de courriers électroniques, des sites web, des outils de synchronisation de fichiers, de messagerie instantanée, etc.
Le nom YunoHost vient de l’anglais Y-U-No-Host (Why you no host?), signifiant familièrement « Pourquoi t’héberges pas ? ». Il s’agit d’un jeu de mots issu du mème internet « Y U NO ».

## Histoire
Le projet YunoHost a été initié en 2012 par Alexis Gavoty et Adrien Beudin, deux Français qui pratiquaient tous les deux l’auto-hébergement. En février 2012, Alexis Gavoty entreprend de reconfigurer son serveur mail en recopiant la configuration de celui d’Adrien Beudin. Développeur de métier, il décide d’automatiser le processus en créant une interface d’administration, ce qui les mène à la sortie d’une première version bêta le 31 mai 2012. Le lendemain, elle fait l’objet d’un article sur le blog de Korben. La version 1.0 stable sort finalement le 22 août 2012[source insuffisante].
Entre 2012 et 2014, de nouveaux contributeurs réguliers rejoignent le projet et YunoHost fera l’objet d’une réécriture complète en Python à la place de Ruby dans le cadre de la version 2.0.
À cette époque, le contexte de l’auto-hébergement s’élargit avec l’arrivée des premières cartes ARM, tel le Raspberry Pi. YunoHost s’inscrit de fait dans la lignée du projet FreedomBox théorisé en 2010 par Eben Moglen lors de son discours Freedom in the Cloud. En 2014, en lien avec les FAI associatifs français de la Fédération FDN, naît La Brique Internet, croisement d’une carte ARM Olimex, de YunoHost et d’un VPN, qui permet entre autres de simplifier le procédé d’installation en contournant les interfaces et restrictions des box des FAI commerciaux ,.
En 2015, Alexis Gavoty qui validait, jusque-là, la majeure partie des contributions passe la main aux autres contributeurs. De façon organique, Jérôme Lebleu prend le relais étant la personne apportant le plus de contributions à cette époque[source insuffisante]. Puis, fin 2016, le projet est à l’arrêt depuis six mois faute de personnes se chargeant de l’intégration des contributions. Constatant le poids des responsabilités induites par ce rôle, les contributeurs essaient de définir un cadre pour éclater cette responsabilité entre plusieurs personnes au travers d’un document formalisant le fonctionnement du collectif. Le projet redémarre alors, puis finalement un autre contributeur principal apparaît en la personne d’Alexandre Aubin.
En 2017, l’association Framasoft apporte son soutien en aidant à empaqueter les applications de la campagne Dégooglisons Internet.
Le 25 août 2018 est créée l’association Support Self-Hosting dans le but de soutenir financièrement le projet YunoHost et la pratique de l’auto-hébergement en général. Le projet reçoit alors un financement de la fondation NlNet.
En 2021, YunoHost comptabilise plus de 5 500 serveurs principalement en France mais aussi plus récemment en Allemagne à la suite de quelques parutions allemandes,. La solution commence depuis à être adoptée par des hébergeurs comme Scaleway.

## Philosophie
YunoHost est une distribution qui vise à simplifier le plus possible les étapes nécessaires pour s’auto-héberger en faisant l’hypothèse que si une part importante de la population est capable d’utiliser en autonomie un ordinateur ou un smartphone, il pourrait en être de même pour des serveurs[non neutre][source insuffisante].
Comparativement à d’autres projets comme Synology, Cloudron, Sandstorm, Cozy Cloud ou FreedomBox, YunoHost a fait le choix de :
- publier son code sous licences libres et restreindre le catalogue officiel aux applications libres ;
- être multi-utilisateurs et muti-domaines ;
- sélectionner des dépendances comme une fondation pour les applications (nginx, postfix, dnsmasq, etc.)[20] ;
- créer son propre format de paquet afin de répondre aux besoins spécifiques du déploiement d’applications web plutôt que d’utiliser Docker ou un format existant comme les deb ;
- prendre en charge des dispositifs légers tels que des cartes ARM avec 512Mo de RAM.

## Organisation du projet
Il n’existe pas de structure éditrice, YunoHost est porté par des personnes qui contribuent via le développement, l’empaquetage d’applications, les traductions ou encore la documentation. L’association Support Self-Hosting n’est présente qu’en soutien financier et administratif.

## Versions
- Anciennes versions non maintenues
- Anciennes versions maintenues
- Version actuelle
- Versions avancées

| Version (nom)         | Date de sortie    | Debian   | Changements majeurs                |
| --------------------- | ----------------- | -------- | ---------------------------------- |
| 1.0                   | 22 août 2012      | Squeeze  |                                    |
| 2.0                   | 12 juin 2014      | Wheezy   | Passage à python2 et nginx         |
| 2.2                   | 28 mai 2015       | Wheezy   | Compatibilité Jessie               |
| 2.4                   | 20 mai 2016       | Jessie   | Outils de restaurations natifs     |
| 2.5 (Chelsea Manning) | 24 janvier 2017   | Jessie   | Support de Let's Encrypt           |
| 2.6 (Aaron Swartz)    | 23 juin 2017      | Jessie   | Changement d'URL des apps          |
| 2.7 (Eben Moglen)     | 25 août 2017      | Jessie   | Mécanisme de migration             |
| 3.0                   | 17 juin 2018      | Stretch  | Passage à Stretch                  |
| 3.1                   | 15 août 2018      | Stretch  | Autoconfiguration des mails        |
| 3.2                   | 11 septembre 2018 | Stretch  | Partage de logs pour le support    |
| 3.3                   | 23 novembre 2018  | Stretch  | Indicateur de qualité des apps     |
| 3.4                   | 29 janvier 2019   | Stretch  | Correctifs de sécurité             |
| 3.5                   | 9 avril 2019      | Stretch  | Thèmes pour le portail utilisateur |
| 3.6                   | 5 juillet 2019    | Stretch  | Fin du concept d'apps officielles  |
| 3.7                   | 27 mars 2020      | Stretch  | Gestion des groupes                |
| 3.8                   | 20 mai 2020       | Stretch  | Système de diagnostic              |
| 4.0                   | 29 juillet 2020   | Buster   | Passage à Buster                   |
| 4.1                   | 8 janvier 2021    | Buster   | Relais mail + groupes v2           |
| 4.2                   | 8 mai 2021        | Buster   | Portage vers Python 3 et à Vue.js  |
| 4.3                   | 4 novembre 2021   | Buster   |                                    |
| 4.4                   | 10 août 2022      | Buster   |                                    |
| 11.0                  | 10 août 2022      | Bullseye | Passage à Bullseye                 |
| 11.1                  | 31 janvier 2023   | Bullseye | v2 du système de package           |
| 11.2                  | 17 juillet 2023   | Bullseye |                                    |
| 12.0                  | 31 octobre 2024   | Bookworm | Passage à Bookworm                 |

## Critique
En 2017, Aeris, développeur chez Cozy Cloud, a tenu une conférence pour parler de la sécurité et de la fiabilité des systèmes d’auto-hébergement comme YunoHost, la Brique Internet ou même Cozy Cloud. Il considère que le manque de régularité de la part des utilisateurs pour faire les mises à jour risque de compromettre la sécurité des serveurs ainsi créés, voire d’aboutir à la constitution de Botnet...